# Sherpa (empresa)
Sherpa (también conocida como Sherpa.ai) es una empresa española de inteligencia artificial especializada en asistentes digitales conversacionales predictivos. Fue fundada por Xabi Uribe-Etxebarria en 2012 y cuenta con sede en Erandio y Silicon Valley. En 2018 la revista Fortune la incluyó dentro de su ranking de las 100 mejores empresas de inteligencia artificial.

## Trayectoria
De capital privado, su razón social es Sherpa Europe SL. la empresa fue creada en 2012 con el propósito de desarrollar un asistente digital conversacional predictivo basado en algoritmos de inteligencia artificial para diferentes compañías, y brindar asesoría en inteligencia artificial. Posee oficinas en Erandio (Vizcaya, España) y Silicon Valley (California, Estados Unidos). En 2016 obtuvo 6,5 millones de dólares en una ronda de financiación de Mundi Ventures  y otros inversores privados. En 2019 obtuvo, en una segunda ronda, 8,5 millones de dólares. Sherpa está certificada con la ISO/IEC 27001.

## Productos
Su primer producto fue una aplicación informática del mismo nombre. Los productos de Sherpa son asistentes digitales conversacionales predictivos que aprenden del contexto del usuario para anticiparse a sus necesidades. Recurren a analizar 100.000 parámetros de cada usuario para así dar respuesta a las consultas. También han desarrollado sistemas de recomendación multipropósito para noticias, música, y filtrado de correo electrónico importante.
Existen las aplicaciones gratuitas para teléfonos inteligentes y tabletas (Sherpa Assistant y Sherpa News) que cuentan con más de tres millones de descargas. También estuvo preinstalada de fábrica en los teléfonos Samsung como el asistente digital por defecto hasta el lanzamiento de Bixby por la empresa surcoreana.
Centrados en los servicios para empresas, sus asistentes y su sistema operativo se integran en automóviles, auriculares inteligentes, altavoces domésticos o electrodomésticos. Cuenta con acuerdos con compañías como Porsche y Samsung. En 2020 durante la crisis de la COVIDI-19 Sherpa.ai desarrolló (de manera altruista) un sistema de Inteligencia Artificial para evitar el colapso en las Unidades de cuidados intensivos en el País Vasco. En 2021 establece un acuerdo estratégico con la consultora KPMG para el desarrollo de una plataforma de predicción, que entrena modelos de inteligencia artificial utilizando bases de datos externas y propias de las compañías. Este modelo está basado en el aprendizaje federado y la privacidad diferencial.

## Premios
En 2017, la consultora estadounidense CB Insights la clasificó como una de las 100 compañías más innovadoras del mundo en el campo de la inteligencia artificial. En ese mismo año quedó finalista en los premios CognitionX de inteligencia artificial en Londres, únicamente superada por DeepMind, empresa adquirida por Google en 2014 por 500 millones de dólares.
En 2017 y 2018 fue reconocida como una de las 100 mejores start-ups por el ranking Red Herring Top 100 Global, y en 2019 como una de las 100 mejores de Europa.
En 2018 la revista Fortune la incluyó dentro de su ranking de 100 mejores empresas de inteligencia artificial. En 2019 su asistente conversacional fue considerado como el mejor asistente personal por AI Breakthough awards. Según la publicación Analytics Insight 2019, se encuentra entre las mejores empresas de Inteligencia artificial de 2019  (“top AI companies 2019”) junto con IBM, Salesforce y DeepMind.
En 2020, la publicación Datamation la considera dentro de las diez mejores empresas de inteligencia artificial del momento.

## Equipo de trabajo
En 2018 contaba con 35 empleados, la mayoría expertos en inteligencia artificial y muchos de ellos doctores en matemáticas y otras disciplinas. Según la publicación Innova Spain, Sherpa trabaja con investigadores y centros de investigación de las universidades de Granada, Deusto, Universidad del País Vasco y de Mondragón. Entre sus asesores cuenta con Álex Cruz, expresidente y ex-CEO de British Airways y Chris Shipley que fue considerada como la mujer más influyente de Silicon Valley según el diario San José Business Journal.
En 2019 se incorporó al grupo de trabajo de Sherpa Tom Gruber, cofundador y ex CTO de Siri. En 2020 se sumó como asesora Joanna Hoffman, quien fuera mano derecha de Steve Jobs.